# Clendinning Lake
Clendinning Lake är en sjö i Kanada.   Den ligger i provinsen British Columbia, i den sydvästra delen av landet, 3 600 km väster om huvudstaden Ottawa. Clendinning Lake ligger 963 meter över havet. Arean är 0,84 kvadratkilometer. Den sträcker sig 2,1 kilometer i nord-sydlig riktning, och 0,9 kilometer i öst-västlig riktning.
Trakten runt Clendinning Lake består i huvudsak av gräsmarker. Trakten runt Clendinning Lake är nära nog obefolkad, med mindre än två invånare per kvadratkilometer.